# Hofstetten (Königsberg in Bayern)
Hofstetten ist ein Gemeindeteil der Stadt Königsberg in Bayern im unterfränkischen Landkreis Haßberge.

## Geographie
Das Kirchdorf Hofstetten liegt auf halbem Wege zwischen Ebern und Haßfurt. Es ist ein typisches Straßendorf. Zentrum des Dorfes ist die ehemalige Schule, die als Vereinsheim ausgebaut wurde. Ehemals landwirtschaftlich geprägt, hat Hofstetten noch zwei Nebenerwerbslandwirte. Die wichtigsten Ortsvereine sind die 1965 gegründete Blaskapelle Hofstetten und die Freiwillige Feuerwehr. Hofstetten gehört zur Kirchengemeinde Jesserndorf. St. Anna ist die Kirchenpatronin des Dorfes. Vor der St.-Anna-Kirche wurde 2010 eine Statue aus Sandstein errichtet, auf der die Heilige Familie zu sehen ist.

## Geschichte
Die Ortsbezeichnung bedeutet „bei den Hofstätten“. Vermutlich nach einer Wüstungsperiode hatte sich der Name „Neudorf“ eingebürgert. 1135 wurde Hofstetten erstmals indirekt mit dem Zeugen „Hermann von hoffenstetten“ in einer Urkunde des Bamberger Bischofs Otto genannt. 1244 folgte eine Erwähnung in  einer Urkunde, als Ludwig von Raueneck dem Würzburger Bischof Güter in „Houesteten“ übergab.
Hofstetten war eine selbstständige Gemeinde im Landkreis Ebern. Am 1. Juli 1972 wurde sie nach Königsberg in Bayern eingegliedert.